# De lange jaren
De lange jaren (Engels: The long years) is een kort verhaal geschreven door Ray Bradbury. De oorspronkelijke versie verscheen voor het eerst in 1948 in tijdschrift Maclean’s onder de titel Dwellers in silence. Centraal thema is eenzaamheid. In Nederland verscheen bij verhaal in de Prisma Pockets-uitgave van Fahrenheit 451 (1962) en enkele herdrukken daarvan. Het werd voorts opgenomen in De kronieken van Mars (Het Spectrum, 1974).  

## Inhoud
Hathaway, een natuurkundige en archeoloog, is samen met een ex-collega nog de enige bewoner van Mars. Hij maakte deel uit van de vierde expeditie naar Mars Tijdens de Aarde-Marsoorlog is iedereen vertrokken, behalve twee gezinnen. Hathaway en zijn gezin woont op de restanten van de verlaten nederzetting. Op gegeven moment komt zijn voormalige leidinggevende Wilders hem opzoeken als resultaat van een zoektocht naar achtergeblevene. Hij treft Hathaway aan met vrouw en kinderen, waarbij het hem opvalt dat de gezinsleden (behalve Hathaway) er opvallend jeugdig uitzien. Hij laat de begraafplaats controleren en constateert daarbij dat de gezinsleden niet zijn wie zij lijken te zijn. Er zijn namelijk graven van de familieleden, maar niet van Hathway zelf. Wilders wil hem meenemen naar Aarde, maar Hathaway weigert en wordt vervolgens getroffen door een hartinfarct. De commandant laat vervolgens Hathaway naast zijn familie begraven en besluit de androïden “levend” achter te laten, zij zullen tot in de eeuwigheid hun taken blijven uitoefenen, compleet doelloos.